# Diocesi di Mogi das Cruzes
La diocesi di Mogi das Cruzes (in latino: Dioecesis Crucismogiensis) è una sede della Chiesa cattolica in Brasile suffraganea dell'arcidiocesi di San Paolo. Nel 2021 contava 1.002.391 battezzati su 1.670.651 abitanti. È retta dal vescovo Pedro Luiz Stringhini.

## Territorio
La diocesi comprende 10 comuni nella parte sud-orientale dello Stato brasiliano di San Paolo: Mogi das Cruzes, Arujá, Biritiba-Mirim, Ferraz de Vasconcelos, Guararema, Itaquaquecetuba, Poá, Salesópolis, Santa Isabel e Suzano.
Sede vescovile è la città di Mogi das Cruzes, dove si trova la cattedrale di Sant'Anna.
Il territorio si estende su una superficie di 2.521 km² ed è suddiviso in 83 parrocchie, raggruppate in 9 regioni pastorali.

## Storia
La diocesi è stata eretta il 9 giugno 1962 con la bolla Quo christiana di papa Giovanni XXIII, ricavandone il territorio dall'arcidiocesi di San Paolo e dalla diocesi di Taubaté.
Il 30 gennaio 1981 ha ceduto porzioni del suo territorio a vantaggio dell'erezione delle diocesi di Guarulhos e di São José dos Campos.

## Cronotassi dei vescovi
Si omettono i periodi di sede vacante non superiori ai 2 anni o non storicamente accertati.
- Paulo Rolim Loureiro † (4 agosto 1962 - 2 agosto 1975 deceduto)
- Emílio Pignoli (29 aprile 1976 - 15 marzo 1989 nominato vescovo di Campo Limpo)
- Paulo Antonino Mascarenhas Roxo, O.Praem. † (18 novembre 1989 - 4 agosto 2004 ritirato)
- Airton José dos Santos (4 agosto 2004 - 15 febbraio 2012 nominato arcivescovo di Campinas)
- Pedro Luiz Stringhini, dal 19 settembre 2012

## Statistiche
La diocesi nel 2021 su una popolazione di 1.670.651 persone contava 1.002.391 battezzati, corrispondenti al 60,0% del totale.
| anno | popolazione | popolazione | popolazione | presbiteri | presbiteri | presbiteri | presbiteri                | diaconi | religiosi | religiosi | parrocchie |
| anno | battezzati  | totale      | %           | numero     | secolari   | regolari   | battezzati per presbitero | diaconi | uomini    | donne     | parrocchie |
| ---- | ----------- | ----------- | ----------- | ---------- | ---------- | ---------- | ------------------------- | ------- | --------- | --------- | ---------- |
| 1966 | 420.000     | 480.000     | 87,5        | 55         | 23         | 32         | 7.636                     |         | 17        | 56        | 32         |
| 1968 | 472.922     | 525.469     | 90,0        | 44         | 15         | 29         | 10.748                    |         | 32        | 112       | 25         |
| 1976 | 687.765     | 749.256     | 91,8        | 56         | 26         | 30         | 12.281                    | 2       | 33        | 85        | 43         |
| 1980 | 694.000     | 796.000     | 87,2        | 65         | 27         | 38         | 10.676                    | 2       | 38        | 117       | 48         |
| 1990 | 850.000     | 950.000     | 89,5        | 47         | 21         | 26         | 18.085                    | 1       | 33        | 91        | 38         |
| 1999 | 828.750     | 1.071.976   | 77,3        | 59         | 37         | 22         | 14.046                    | 1       | 50        | 74        | 40         |
| 2000 | 1.104.000   | 1.200.000   | 92,0        | 67         | 34         | 33         | 16.477                    | 1       | 72        | 78        | 43         |
| 2001 | 679.532     | 1.231.528   | 55,2        | 75         | 36         | 39         | 9.060                     | 1       | 57        | 85        | 42         |
| 2002 | 371.273     | 1.233.890   | 30,1        | 69         | 34         | 35         | 5.380                     | 1       | 96        | 80        | 42         |
| 2003 | 400.000     | 1.233.890   | 32,4        | 66         | 38         | 28         | 6.060                     | 3       | 158       | 80        | 43         |
| 2004 | 596.565     | 1.233.890   | 48,3        | 72         | 37         | 35         | 8.285                     | 3       | 238       | 54        | 43         |
| 2013 | 1.165.000   | 1.572.000   | 74,1        | 90         | 51         | 39         | 12.944                    | 7       | 168       | 64        | 50         |
| 2016 | 1.168.000   | 1.576.262   | 74,1        | 129        | 98         | 31         | 9.054                     | 18      | 55        | 64        | 70         |
| 2019 | 980.652     | 1.634.420   | 60,0        | 147        | 106        | 41         | 6.671                     | 30      | 69        | 91        | 79         |
| 2021 | 1.002.391   | 1.670.651   | 60,0        | 153        | 109        | 44         | 6.551                     | 43      | 120       | 88        | 83         |